# Сен-Леопарден-д’Ожи
Сен-Леопарде́н-д’Ожи́ (фр. Saint-Léopardin-d'Augy) — коммуна во Франции, находится в регионе Овернь. Департамент коммуны — Алье. Входит в состав кантона Люрси-Леви. Округ коммуны — Мулен.
Код INSEE коммуны — 03241.

## Население
Население коммуны на 2008 год составляло 361 человек.
| 1962 | 1968 | 1975 | 1982 | 1990 | 1999 | 2008 |
| ---- | ---- | ---- | ---- | ---- | ---- | ---- |
| 551  | 590  | 504  | 436  | 345  | 328  | 361  |

## Экономика
В 2007 году среди 223 человек в трудоспособном возрасте (15—64 лет) 145 были экономически активными, 78 — неактивными (показатель активности — 65,0 %, в 1999 году было 66,5 %). Из 145 активных работали 134 человека (71 мужчина и 63 женщины), безработных было 11 (7 мужчин и 4 женщины). Среди 78 неактивных 25 человек были учениками или студентами, 30 — пенсионерами, 23 были неактивными по другим причинам.

## Достопримечательности
- Бывшая церковь Сен-Мартен
- Замок Плесси (XV—XVII века)
- Замок Буа (XVII—XIX века)
- Замок Отри (XIX век), построенный в неоготическом стиле
- Бывший монастырь